# Alan Rafkin
Alan Rafkin, né le 23 juillet 1928 à New York et mort le 6 août 2001 à Los Angeles, est un acteur télévisé, réalisateur et producteur américain, lauréat d'un Emmy Award.

## Biographie
Né à New York, Rafkin a suivi les cours de l'Académie Admiral Farragut à l'université Syracuse de New York.
Alan Rafkin était un des plus prolifiques réalisateurs américains de sitcoms de tous les temps, réalisant des séries comme The Andy Griffith Show, The Dick Van Dyke Show, The Mary Tyler Moore Show, M*A*S*H, It's Garry Shandling's Show, Murphy Brown, Max la Menace, Coach, The Tim Conway Show (en), Paul Sand in Friends and Lovers et Viva Valdez (en).
Selon son autobiographie Cue the Bunny on the Rainbow, Rafkin réalisa les épisodes de plus de 80 séries différentes. Il remporte un Emmy pour un épisode de One Day At A Time et deux CableACE Awards pour son travail sur It's Garry Shandling's Show. Pendant sa carrière il travaille avec des producteurs légendaires comme Sheldon Leonard, Danny Thomas et Norman Lear. Rafkin a entretenu d'étroites relations avec beaucoup d'acteurs dont Andy Griffith, Dick Van Dyke, Jerry Van Dyke, Mary Tyler Moore, Bob Newhart et Redd Foxx. Dans la même période, il avait des relations plus volatiles avec d'autres comme Demond Wilson et Craig T. Nelson.

## Filmographie
En tant que réalisateur :
- Ski Party (en) – 1965
- The Ghost and Mr. Chicken (en) (1966)
- The Shakiest Gun in the West (1968)
- Angel in My Pocket (en) (1969)
- The Tim Conway Show (en) (1970)
  - épisode : Mail Contract
- How to Frame a Figg (en) (1971)
- Sanford and Son
  - plusieurs épisodes
- Paul Sand in Friends and Lovers (1974)
  - Fiddler in the House
  - Dreyfuss and Dreyfuss, Associates
  - All's Well That Ends
  - The Groupie
- Viva Valdez (en) (1976)
  - 12 épisodes
- Au fil des jours
  - plusieurs épisodes
- It's Garry Shandling's Show
  - plusieurs épisodes